# Chjusni Chjusniew
Chjusni Mustafow Chjusniew (bg. Хюсни Мустафов Хюсниев) – bułgarski zapaśnik walczący w stylu wolnym. Brązowy medalista mistrzostw Europy w 1967 roku.